# مكافحة التجسس

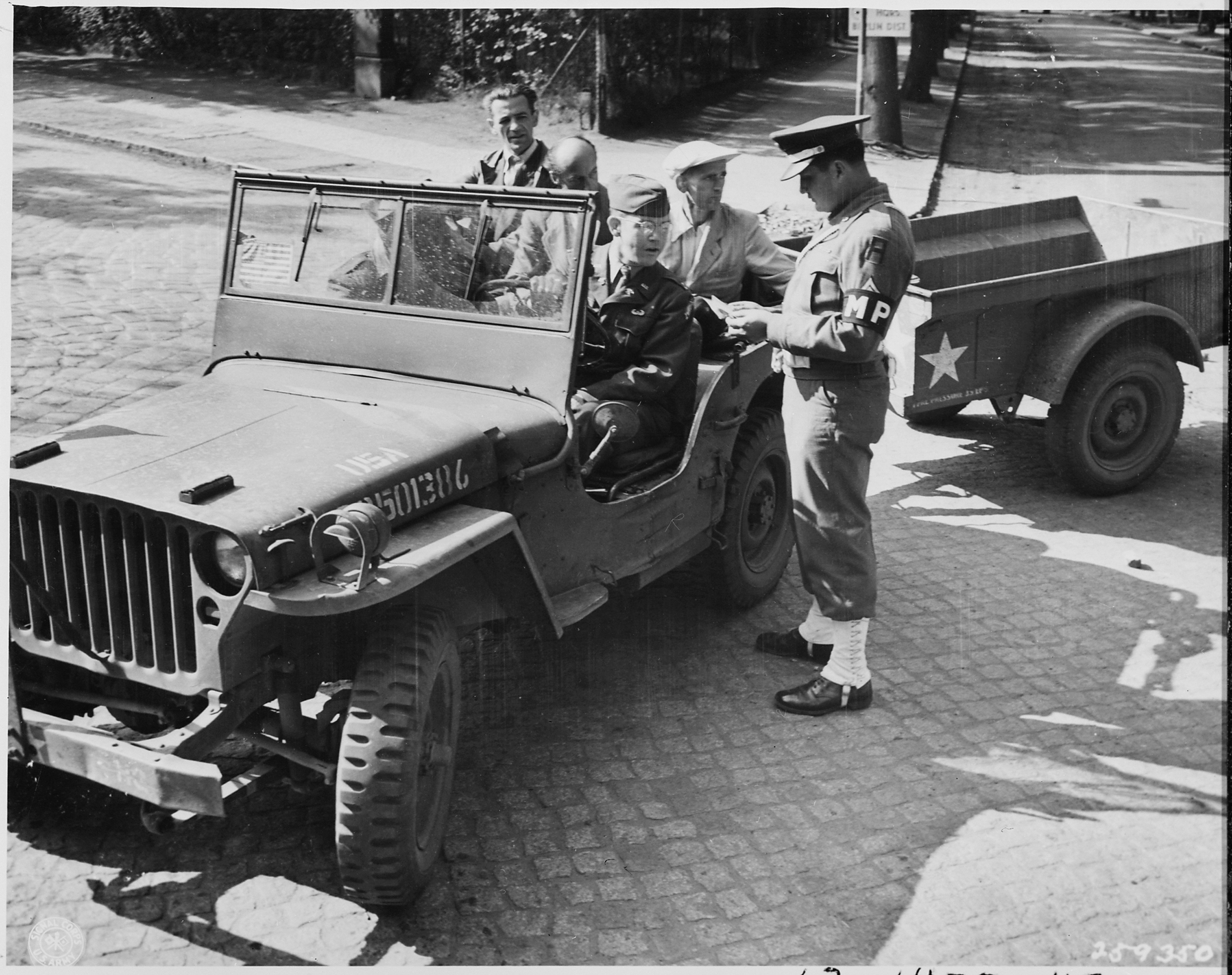

مكافحة التجسس هو نشاط يهدف إلى حماية أنشطة المخابرات الخاصة بوكالة ما من جهاز مخابرات لدولة مُعادية. ويشمل أيضا المعلومات التي تُجَمَّع والأنشطة التي يتم القيام بها لمكافحة التجسس أو أنشطة المخابرات الأخرى أو التخريب أو الاغتيالات التي تتم لصالح أو نيابة عن قوى خارجية أو منظمات أو أشخاص أو الأنشطة الإرهابية العابرة للحدود، بما في ذلك في بعض الأحيان برامج الأمن الشخصي أو المادي أو المستندات أو الاتصالات.

## الأصناف
- مكافحة التجسس بجمع المعلومات وتقوم على جمع معلومات حول طرق وقدرات جمع المعلومات الاستخباراتية الخاصة بدولة معادية.
- عمليات مكافحة التجسس الدفاعية وتقوم على إحباط المخططات التخريبية لاستخبارات دولة معادية.
- عمليات مكافحة التجسس الهجومية وتقوم على تحديد جهود الخصم في قلب النظام، ومحاولة التلاعب بهذه الهجمات إما عن طريق «تحويل» عملاء الخصم إلى عملاء مزدوجين أو تزويدهم بمعلومات خاطئة.

## مكافحة التجسس، مكافحة الإرهاب، والحكومات
تقوم العديد من الحكومات بتنظيم وكالات مكافحة الاستخبارات بشكل منفصل ومتميزة عن خدمات جمع المعلومات الاستخباراتية الخاصة بها. في معظم البلدان، تشترك أجهزة متعددة في مهمة مكافحة التجسس، على الرغم من أنه عادة ما تكون مُقتصرة على وكالة واحدة. عادة ما تكون هناك وكالة مكافحة التجسس المحلية، وعادة ما تكون جزءا من منظمة أكبر لإنفاذ القانون مثل مكتب التحقيقات الفيدرالي في الولايات المتحدة.
يوجد في المملكة المتحدة جهاز أمن منفصل، يُعرف أيضا باسم المكتب الخامس، والذي لا يتمتع بسلطات الشرطة المباشرة ولكنه يعمل عن كثب مع أجهزة إنفاذ القانون، وخاصة الفرع الخاص الذي يمكنه تنفيذ عمليات الاعتقال، والقيام بأبحاث بناء على مذكرة توقيف، وما إلى ذلك.
منظمة الأمن الداخلي الرئيسية في روسيا الاتحادية هي جهاز الأمن الفيدرالي الروسي، وهي الخلف الرئيسي للجنة أمن الدولة التي تعود إلى حقبة الاتحاد السوفيتي.
تفصل كندا بين وظائف مكافحة التجسس الدفاعية العامة، والمخابرات الأمنية، والمخابرات التابعة لوكالات إنفاذ القانون، والمخابرات الهجومية المضادة.
تتعامل الدول الأخرى أيضًا مع التنظيم المناسب للدفاعات ضد أجهزة الاستخبارات الأجنبية، وغالبًا ما يكون ذلك مع خدمات منفصلة مع عدم وجود سلطة مشتركة تحت رأس الحكومة.
فرنسا، على سبيل المثال، تبني مكافحة الإرهاب المحلية في إطار إنفاذ القانون. في فرنسا، يتولى قاض بارز في مكافحة الإرهاب مسؤولية قضايا الإرهاب. للقضاة الفرنسيين وظائف متعددة تتداخل مع الوظائف الممنوحة للمحققين والمدعين العامين والقضاة في الولايات المتحدة والمملكة المتحدة. يجوز لقاضي مكافحة الإرهاب أن يستدعي جهاز المخابرات المحلي إدارة مراقبة التراب، والذي قد يعمل مع المديرية العامة للأمن الخارجي، جهاز الاستخبارات الخارجية.
تمنح إسبانيا وزارة الداخلية، مع الدعم العسكري، مهمة مكافحة الإرهاب داخل التراب الإسباني. أما بالنسبة للتهديدات الدولية، فهي مهمة مركز الاستخبارات الوطنية، الذي يعمل بشكل أساسي ويخضع ويقدم تقاريره مباشرة لمكتب رئيس الوزراء. بعد تفجيرات قطارات مدريد في 11 مارس 2004، خلُص التحقيق إلى وجود مشاكل في التنسيق بين وزارة الداخلية و مركز الاستخبارات الوطنية، ونتيجة لذلك تم إنشاء المركز الوطني للتنسيق لمكافحة الإرهاب. دعت لجنة التحقيق الإسبانية في هاته التفجيرات هذا المركز إلى القيام بالتنسيق وكذلك جمع المعلومات ونشرها. القوات المسلحة تشارك في أنشطة مكافحة التجسس لتلبية الاحتياجات العسكرية المحددة.